# Proquilodòntids

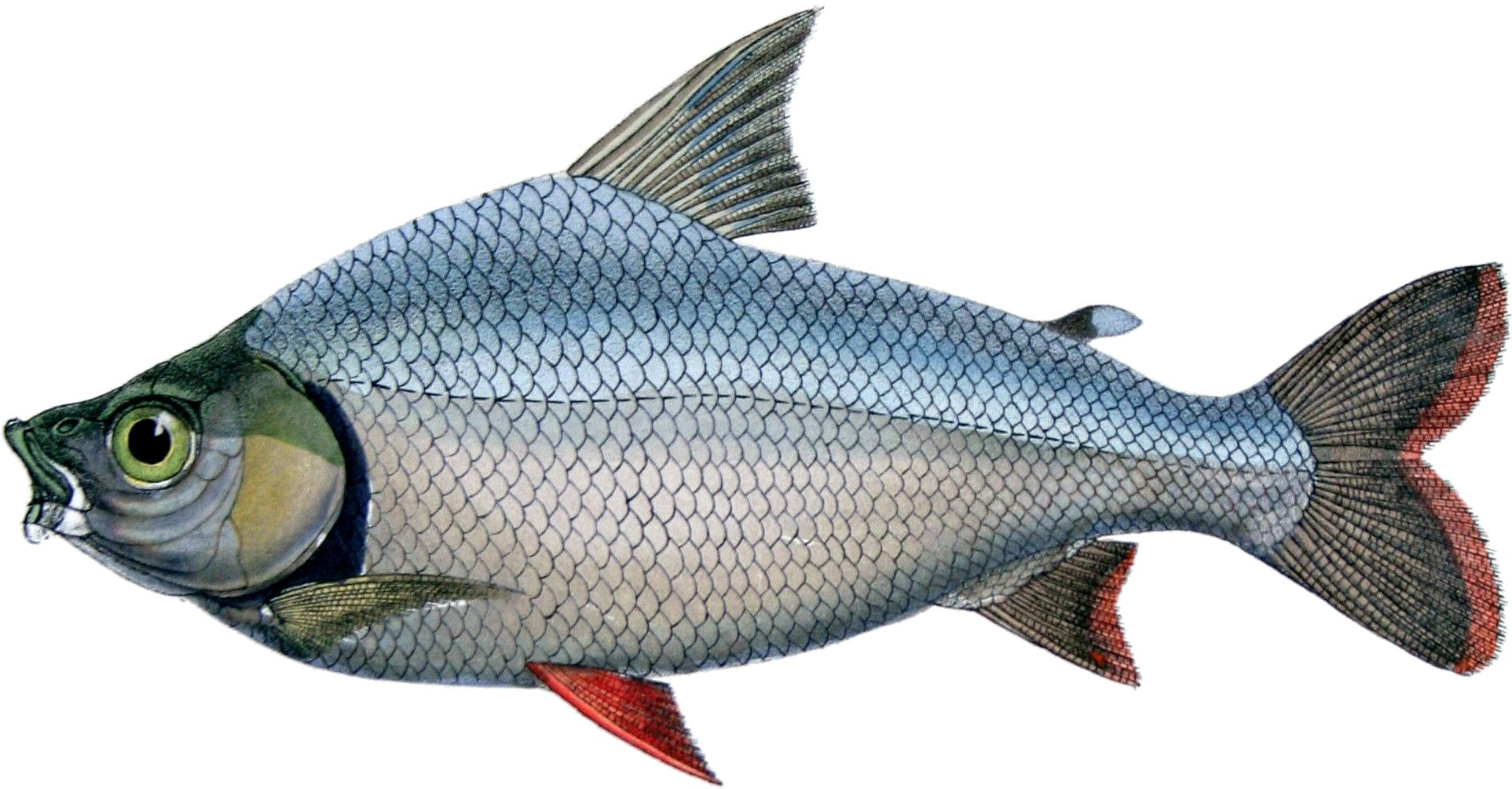
Semaprochilodus brama

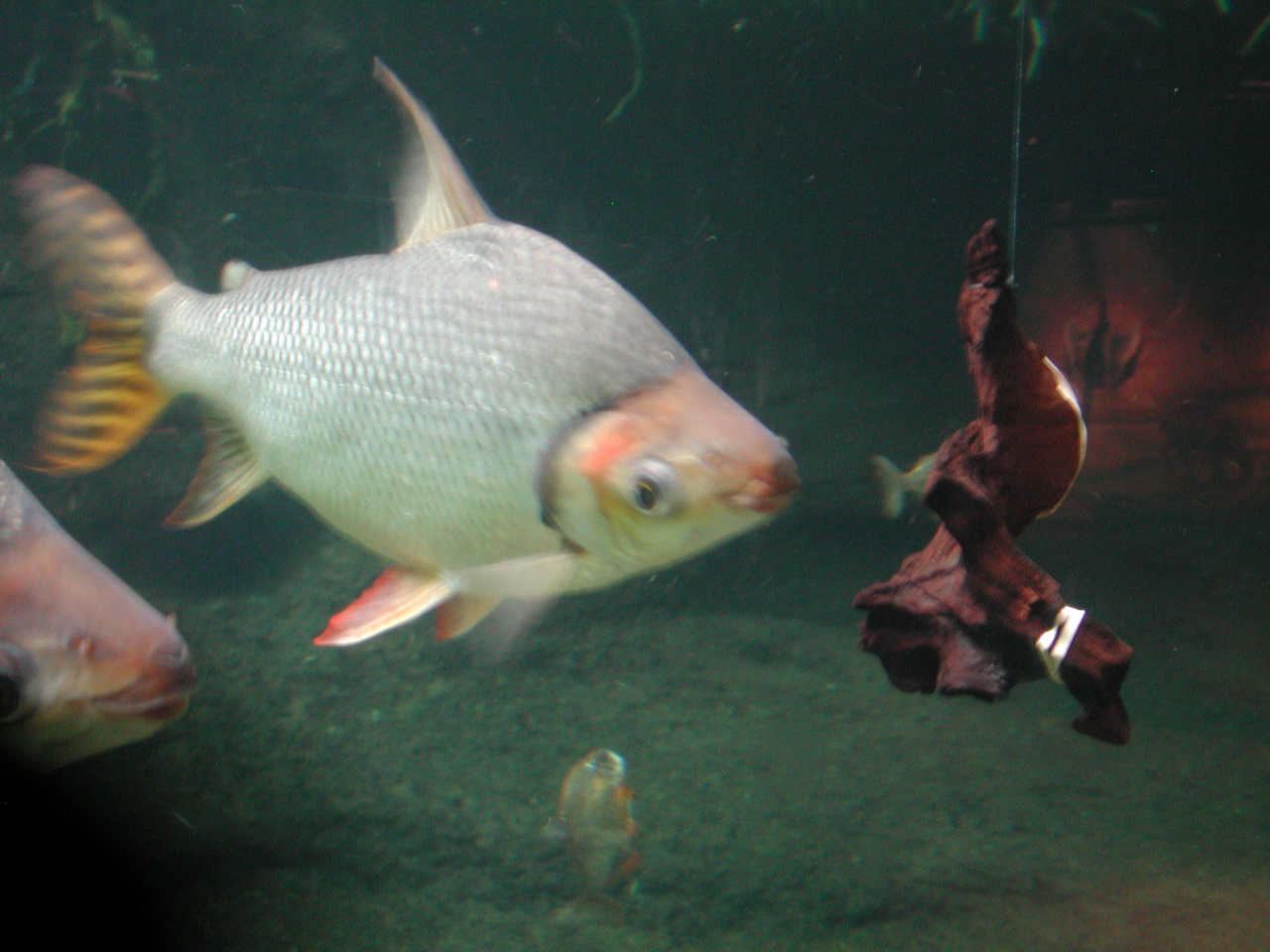
Semaprochilodus insignis

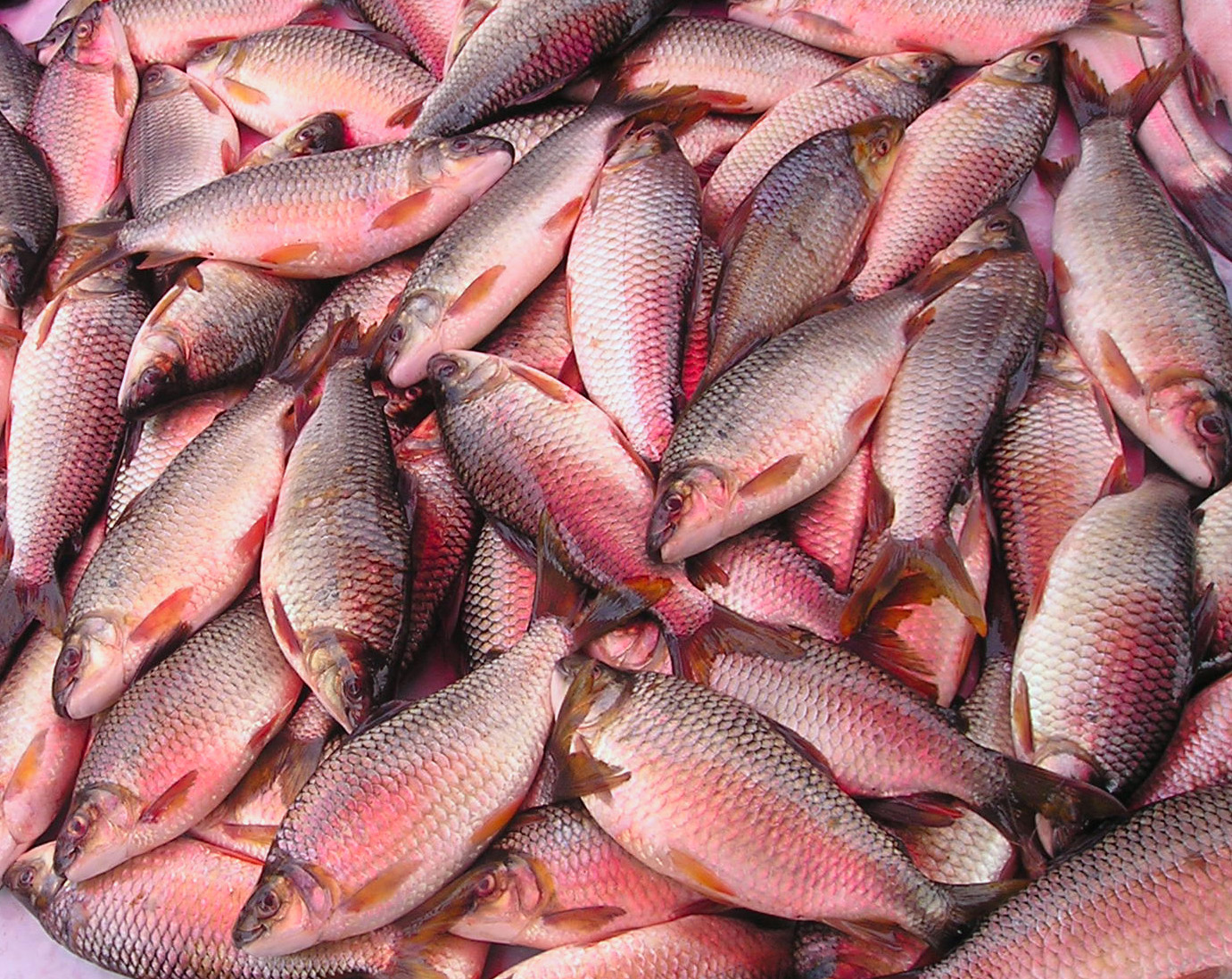
Exemplars pescats al riu Babahoyo

Els proquilodòntids (Prochilodontidae) són una família de peixos teleostis d'aigua dolça i de l'ordre dels caraciformes.

## Morfologia
- Les espècies més grosses arriben fins als 80 cm de longitud.
- Tenen llavis molsuts que són capaços de ser estesos per esdevindre un disc de succió.
- Fileres de petites dents.[1]

## Reproducció
Viatgen riu amunt per fresar.

## Distribució geogràfica
Es troba a Sud-amèrica.

## Gèneres i espècies
- Ichthyoelephas (Posada, 1909)[3]
  - Ichthyoelephas humeralis (Günther, 1860)
  - Ichthyoelephas longirostris (Steindachner, 1879)
- Prochilodus (Agassiz, 1829)[4]
  - Prochilodus argenteus (Spix & Agassiz, 1829)
  - Prochilodus binotatus (Jardine in Schomburgk, 1841)
  - Prochilodus brevis (Steindachner, 1875)
  - Prochilodus britskii (Castro, 1993)
  - Prochilodus costatus (Valenciennes, 1850)
  - Prochilodus dobulinus (Valenciennes a Cuvier & Valenciennes, 1850)
  - Prochilodus hartii (Steindachner, 1875)
  - Prochilodus jaraqui (Natterer a Kner, 1859)
  - Prochilodus lacustris (Steindachner, 1907)
  - Prochilodus lineatus (Valenciennes, 1836)
  - Prochilodus magdalenae (Steindachner, 1879)
  - Prochilodus magdalenensis (Posada, 1909)
  - Prochilodus mariae (Eigenmann, 1922)
  - Prochilodus nigricans (Spix & Agassiz, 1829)
  - Prochilodus reticulatus (Valenciennes, 1850)
  - Prochilodus rubrotaeniatus (Jardine & Schomburgk, 1841)
  - Prochilodus vimboides (Kner, 1859)
- Semaprochilodus (Fowler, 1941)[5]
  - Semaprochilodus brama (Valenciennes, 1850)
  - Semaprochilodus insignis (Jardine & Schomburgk, 1841)
  - Semaprochilodus kneri (Pellegrin, 1909)
  - Semaprochilodus laticeps (Steindachner, 1879)
  - Semaprochilodus taeniurus (Valenciennes, 1821)
  - Semaprochilodus varii (Castro, 1988)[6][7][8][9][10]

## Ús comercial
Viuen en grans bancs, la qual cosa en facilita la pesca i, com a resultat, són un aliment popular a nivell local.

## Observacions
Fan sorolls audibles que recorden el so d'una motocicleta.